# Изолятор (альбом)
«Изолятор» — одиннадцатый студийный альбом группы «Пилот», выпущенный в 2015 году. Пластинка посвящена карательной психиатрии. Альбом издавался на компакт-дисках, а также опубликован на популярных интернет-площадках в цифровом виде.

## Об альбоме
В 2014 году группа «Пилот» анонсировала выход трех студийных альбомов. Первым из них стал «Изолятор», релиз которого состоялся в сентябре 2015 года. Характеризуя эту работу, Илья Черт отмечал её тяжесть как в плане текстов, так и в музыке. Саунд пластинки уходит корнями в начало 90-х годов.
Тематика песен — карательная медицина как способ борьбы власти с неугодными творческими людьми. Материал этого диска составлен из песен, написанных в разное время разными авторами. Самый ранний текст датирован 1994 годом. Многие песни написаны близкими друзьями Ильи.
Запись пластинки производилась в 2014 и 2015 годах в петербургской студии «Восход». Атмосферу альбома создают реальные монологи душевнобольных, записанные в психиатрических клиниках России в 60-е годы. Каждый монолог представляет одно из заболеваний психики. Всего на диске отражено тринадцать болезней.

### Варианты издания
Релиз альбома «Пилот» «Изолятор» осуществила компания «КапКан». Альбом издан на CD в формате диджипак.

## Список композиций
| №   | Название                               | Длительность |
| --- | -------------------------------------- | ------------ |
| 1.  | «Депрессия»                            | 1:02         |
| 2.  | «В аду»                                | 4:29         |
| 3.  | «Маниакальное состояние»               | 0:57         |
| 4.  | «Истерика»                             | 5:21         |
| 5.  | «Рассеянный склероз»                   | 0:54         |
| 6.  | «Грязь»                                | 3:28         |
| 7.  | «Физофрения»                           | 0:53         |
| 8.  | «Работа-волк»                          | 4:07         |
| 9.  | «Маниакально-депрессивный психоз»      | 0:52         |
| 10. | «Дитячая»                              | 4:26         |
| 11. | «Диссоциативное расстройство личности» | 0:59         |
| 12. | «Аутоджихад»                           | 4:01         |
| 13. | «Фобии»                                | 0:52         |
| 14. | «Собачья смерть»                       | 4:25         |
| 15. | «Старческое расстройство памяти»       | 0:52         |
| 16. | «Кривда»                               | 5:04         |
| 17. | «Болезнь Альцгеймера»                  | 0:55         |
| 18. | «Рок-н-ролл для мужиков»               | 4:17         |
| 19. | «Старческое слабоумие»                 | 0:49         |
| 20. | «Посёлок»                              | 5:09         |
| 21. | «Шизофазия»                            | 1:02         |
| 22. | «Олигофрения»                          | 4:08         |
| 23. | «Эпилепсия»                            | 0:58         |
| 24. | «Самахани»                             | 3:48         |
| 25. | «Псевдодеменция»                       | 0:57         |
| 26. | «Чёрный огр»                           | 4:45         |

## Участники записи
- Илья Чёрт — вокал, гитара
- Никита Белозеров — барабаны
- Сергей Вырвич — бас
- Егор Убель — гитара
- Роман Рябов — гитара
- Сергей Букреев — гитара
- Максим Некрасов — губная гармошка
- Сергей «Змей» Волгушев — труба
- Олег Петрищев — баян
- София Хомченко — бэк-вокал
- Дмитрий Атаулин — бэк-вокал

### Соавторы альбома
Стас Битлер («Топоры»), Татьяна Калинникова, Андрей Косолапов, Фрол Жуков, Дима «Али» и Виктор Подшивалов, Тича и Масуди (Занзибар), Алина Мисюнас, Татьяна Ефремова.